# Freddy Chispas
Freddy Chispas Arias (Santa Cruz de la Sierra, 10 de junio de 1984) es un exfutbolista boliviano. Jugaba como mediocampista y su

## Clubes
| Club                   | País    | Año         |
| ---------------------- | ------- | ----------- |
| Destroyers             | Bolivia | 2004 - 2006 |
| Guabirá                | Bolivia | 2009 - 2010 |
| Universitario de Sucre | Bolivia | 2011 - 2012 |
| Petrolero              | Bolivia | 2012 - 2013 |
| Real Potosí            | Bolivia | 2013 - 2014 |